# Gród bydgoski

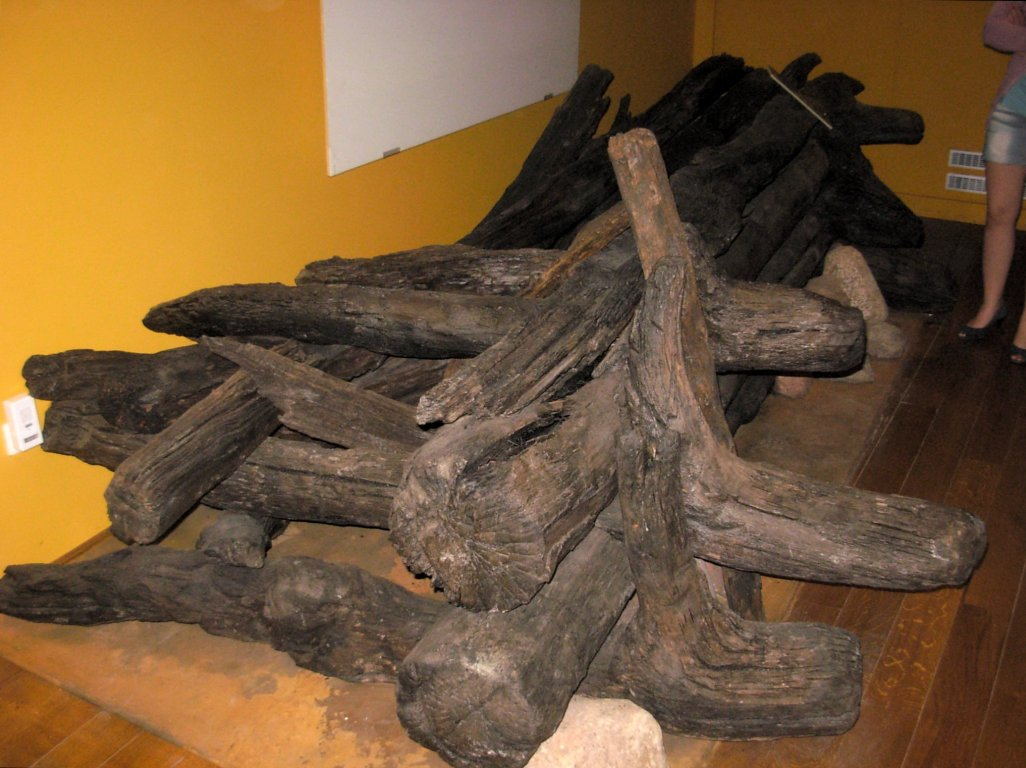
Zakonserwowane fragmenty wału grodu bydgoskiego (konstrukcja izbicowo-przekładkowa z hakami), wydobyte podczas wykopalisk przy ul. Grodzkiej w 2007 r.

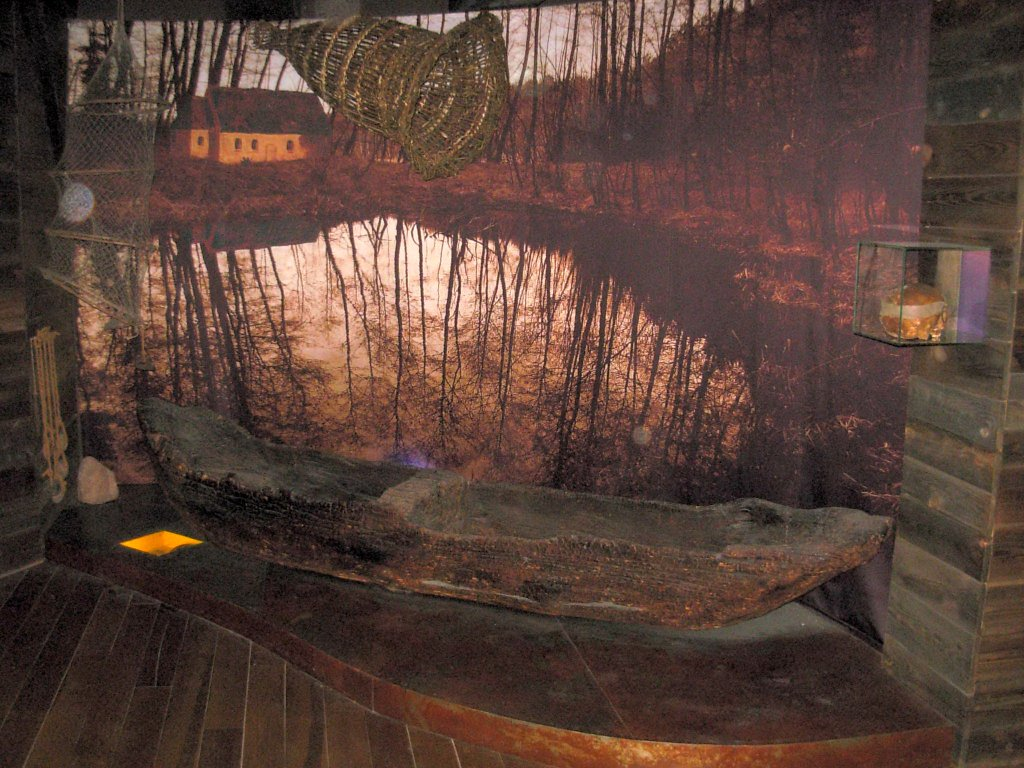
Łódź dłubanka na wystawie archeologicznej Muzeum Okręgowego w Bydgoszczy

Gród bydgoski – wczesnośredniowieczny gród, obecnie zniwelowany i zabudowany ulicami i nieruchomościami, położony w centrum Bydgoszczy.

## Lokalizacja
Teren dawnego grodu znajduje się w okolicy Placu Kościeleckich, ul. Grodzkiej, Przy Zamczysku oraz ul. Bernardyńskiej. Do czasu niwelacji w 1895 r. znajdowały się tu relikty wałów grodu i murów zamku, pierwotnie znajdującego się na wyspie, silnie meandrującej w tym miejscu Brdy, zaadaptowanej do funkcji fosy zamkowej. W pobliżu obiektu znajdowała się osada podgrodowa, którą historycy lokalizują w pobliżu ulicy Bernardyńskiej obok dawnego kościoła św. Idziego.

## Historia
Położenie na pograniczu przy szlaku handlowym wiodącym z Kujaw na Pomorze zdeterminowało znaczenie wojskowe i polityczne grodu. W wiekach X-XIII był przedmiotem długotrwałych sporów i walk polsko (kujawsko)-pomorskich a w wieku następnym walk polsko-krzyżackich.
Uznaje się, że początkowo był to gród strażniczy, służący kontroli przeprawy przez Brdę. Miejsce to stanowiło jedno z niewielu dogodnych przejść przez zalesioną i bagnistą Pradolinę Toruńsko-Eberswaldzką. Początki grodu ocenia się na I połowę XI wieku. Powstał prawdopodobnie w wyniku działalności władzy państwowej Piastów, nie zaś wskutek inicjatywy rodowo-plemiennej. Istnienie traktu przechodzącego brodem przez Brdę znalazło potwierdzenie w późniejszych źródłach pisanych. W 1252 r. wymienia się tu komorę celną oraz most strzeżony przez załogę grodu. Potwierdzone źródłowo jest również istnienie fortyfikacji, jakie otaczały gród, a które byli zobowiązani utrzymywać okoliczni poddani.
W miarę upływu czasu gród zyskiwał coraz większe znaczenie. Na początku XIII wieku awansował do roli kasztelańskiego, a okresowo był siedzibą książęcą (1314-1323) Przemysła Siemomysłowica. Na skutek zmian klimatycznych prowadzących do podniesienia poziomu wody w Brdzie, podgrodzie porzucono ok. połowy XIII wieku. Mieszkańcy przenieśli się prawdopodobnie na południowy wschód w rejon powstałego kościoła św. Idziego. 
Gród kasztelański funkcjonował do lipca 1330 r., kiedy został zniszczony i spalony przez Krzyżaków.
Na jego miejscu zgodnie z życzeniem Kazimierza Wielkiego zbudowano w latach 1347–1360 zamek królewski.
Ostateczne zniwelowanie pozostałości grodziska miało miejsce w końcu XIX wieku podczas rozbiórki zamku przez Prusaków. Obok zbudowano farę ewangelicką (obecnie katolicki pw. św. Andrzeja Boboli).

## Badania archeologiczne grodu
Badania archeologiczne na terenie grodu bydgoskiego prowadzone są sukcesywnie od 1880 r. – daty powstania Towarzystwa Historycznego Obwodu Nadnoteckiego w Bydgoszczy. Szerokopłaszczyznowe badania archeologiczne są utrudnione z powodu zwartej zabudowy miejskiej oraz niwelacji obiektu w końcu XIX w. W tej sytuacji kolejne odkrycia miały miejsce podczas prowadzonych w okolicy prac budowlanych. Dopiero począwszy od 1992 r. podjęto szersze badania, które przyniosły bardzo interesujące rezultaty

### 1889-1910[1]
Pierwsze badania sondażowe przeprowadzono w latach w 1889 i 1895 r. podczas rozbiórki zamku. Wydobyto wówczas m.in. czaszkę tura, liczne fragmenty rogów, łyżwę kościaną, żelazny toporek oraz inne zabytki wskazujące na istnienie tu reliktów wcześniejszej osady grodowej. Natomiast badania Wolffa z 1910 r. przyniosły odkrycie 91 ułamków naczyń glinianych oraz 68 fragmentów kości zwierzęcych.
Na Zbożowym Rynku leżącym w pobliżu domniemanej osady podgrodowej odkryto w 1910 r. skarb 210 szt. monet z X wieku.

### 1963-1970[1]
Podczas badań przy ul. Grodzkiej prowadzonych przez Czesława Potemskiego odkryto nawarstwienia związane z wałem. Wydobyto m.in. 16 ułamków naczyń glinianych. Natomiast na Rybim Rynku odkryto rogowy toporek datowany na XI wiek, a na lewym brzegu Brdy cmentarzysko szkieletowe.

### 1992-1993[2]
Badania prowadził przy ul. Grodzkiej Zespół do Badań Dziejów Bydgoszczy przy UMK w Toruniu. Badania dostarczyły wielkiej liczby materiałów pokazujących życie codzienne mieszkańców oraz zmieniły w zasadniczy sposób obraz wczesnośredniowiecznego bydgoskiego zespołu grodowego.
Podstawowym odkryciem były pozostałości strefy grodu (lub podgrodzia) sąsiadujące z dawnym nurtem Brdy ze stosunkowo dobrze zachowanymi reliktami drewnianych domostw zrębowych i nabrzeży w konstrukcji skrzyniowej, a ponadto fragment silnie przepalonego drewniano-ziemnego wału. Nabrzeże Brdy umocnione było kesonami z belek: legarów oraz dranic.
Odkryto również bogate w materiał  archeologiczny (ceramika, przęśliki, wyroby z bursztynu, szydła, paciorki, osełki, kości) warstwy demolacyjne, które świadczą o pożarze grodu. Relikty domostw pozwalają określić je jako obiekty drewniane o konstrukcji zrębowej z paleniskiem w środku i podłogą glinianą. Wewnątrz znaleziono liczne zabytki: ceramikę, osełki, przęśliki, paciorki.
Znaleziono ponadto pozostałości łodzi rzecznej – dłubanki (długość 4,2 m, szerokość 80 cm) wykonanej z jednego kawałka drewna wraz z kilkoma wręgami, datowanej na IX-XI wiek. Ogółem podczas badań wydobyto ok. 5 tys. fragmentów ceramiki wczesnośredniowiecznej. Wśród licznych przedmiotów znalazły się m.in. noże, sierp, zabawki gliniane, ozdoby z bursztynu, łyżwy kościane.

### 2007[3]
Kolejne badania przeprowadzono w 2007 r. przy ul. Grodzkiej i ul. Bernardyńskiej podczas budowy hotelu, który miał stanąć we wschodniej części parceli, na której niegdyś stał gród. Doprowadziły one do odkrycia kilku poziomów użytkowych drewnianej zabudowy w konstrukcji zrębowej, palisady nabrzeża oraz wału drewniano-ziemnego wykonanego w konstrukcji izbicowo-przekładkowej z hakami. Wał wykonano z obrobionych belek dębowych z licznymi wrębami, zaciosami i otworami jarzmowymi w konstrukcji nawiązującej do fortyfikacji znanych z grodów piastowskich pochodzących z II połowy X i pierwszej połowy XI wieku. Największe podobieństwo odkryte konstrukcje wykazują do fortyfikacji grodu gdańskiego z I połowy XI wieku. Wydobyto ponadto kilka tysięcy przedmiotów codziennego użytku (głównie ceramiki naczyniowej, wyrobów z kamienia, kości i poroża), kości zwierzęcych oraz szczątków roślinnych. Relikty fortyfikacji z uwagi na zaleganie w glebie mułowo-bagiennej zachowały się w idealnym stanie. Odkryty odcinek wału (20 m długości, 18 m szerokości i 2,5 m miąższości) jest uznawany za unikatowy w skali Pomorza Wschodniego i Kujaw oraz jeden z lepiej zachowanych na terenie północno-zachodniej Słowiańszczyzny Zachodniej Istnieją plany ekspozycji wału oraz znalezisk w utworzonym skansenie archeologicznym na terenie miasta.

### 2008
W 2008 roku dokonano  odkrycia reliktów wału wczesnośredniowiecznego grodu, na którym posadowiono fundament północno-zachodniej  wieży zamku.

## Wnioski z badań
Dane archiwalne rejestrują niezbyt intensywne osadnictwo na tym terenie w pradziejach. Znaczne ślady osadnictwa stwierdzono natomiast z okresu kultury łużyckiej oraz wczesnego średniowiecza. Szczątki zabudowy odsłonięte w trakcie badań archeologicznych w 1992–1993 r. uzyskały daty dendrochronologiczne 1037–1053. Czas powstania grodu bydgoskiego należy więc umiejscowić na lata panowania Kazimierza Odnowiciela (1039-1058 r.)
Zespół grodowy o powierzchni ok. 0,5 ha został wzniesiony na piaszczystej wyspie utworzonej przez silnie meandrującą Brdę.
Składał się z dwóch wyraźnie wyodrębnionych członów: wewnętrznego grodu stożkowatego otoczonego wałem w konstrukcji przekładkowej i skrzyniowej oraz przylegającej od wschodu osady podgrodowej. Cały zespół otoczony był dwoma fosami oraz dookólnym wałem wzniesionym wzdłuż brzegu wyspy. Na nabrzeżu południowym znajdowała się przystań z łodziami. Wał o szerokości 10 m miał konstrukcję drewniano-ziemno-kamienną. Stosy pni wzmocniono kamieniami, a od strony zewnętrznej lico zabezpieczono gliną. Chaty o konstrukcji zrębowej przedzielone były drogami, moszczonymi drewnem. Na wałach wzniesiono dębową palisadę.
Odkryta podczas wykopalisk ceramika w zakresie ukształtowania, największe podobieństwa wykazuje do odpowiedników z Kruszwicy (XI-XII w.), Wyszogrodu (XI-XIII w.), Strzelec (XII w.) i Kałdusa (XII-XIII w.)

## Otoczenie grodu
Po drugiej stronie grodu, na lewym brzegu Brdy udokumentowano cmentarzysko szkieletowe, zaś w pobliżu dawnego traktu handlowego (okolice Zbożowego Rynku) odkryto skarb monet z początku XI wieku. Na południowy wschód od grodu w XIII wieku zlokalizować można najstarszy bydgoski kościół pw. św. Idziego.
Według ustaleń Lecha Łbika do grodu od strony wschodniej dochodził trakt wiodący z Kujaw na Pomorze. Pierwszy stały most przez Brdę wymieniony w dokumencie z 1252 r. znajdował się po północnej stronie grodu.